# Adolfo Battaglia
Adolfo Battaglia (ur. 10 lutego 1930 w Viterbo) – włoski polityk i dziennikarz, deputowany, w latach 1987–1991 minister.

## Życiorys
Ukończył studia prawnicze. Zawodowo pracował jako dziennikarz. Był publicystą takich czasopism jak „Il Mondo” i „Panorama”.
Prowadził aktywną działalność polityczną w ramach Włoskiej Partii Republikańskiej. W 1972 po raz pierwszy został wybrany na posła do Izby Deputowanych. Pięciokrotnie z powodzeniem ubiegał się o reelekcję, sprawując mandat posła do 1994 w okresie VI, VII, VIII, IX, X i XI kadencji. Pełnił funkcję przewodniczącego frakcji poselskiej republikanów. W latach 1974–1976 i w 1979 był podsekretarzem stanu w ministerstwie spraw zagranicznych. Od lipca 1987 do kwietnia 1991 zajmował stanowisko ministra przemysłu, handlu i rzemiosła w trzech kolejnych gabinetach. W 1991 został wyznaczony na ministra zasobów państwowych w kolejnym rządzie Giulia Andreottiego, jednak republikanie opuścili koalicję jeszcze przed zaprzysiężeniem członków gabinetu.
W połowie lat 90. wycofał się z działalności politycznej. Autor publikacji książkowych, m.in. La sinistra dei nuovi tempi (1997), Fra crisi e trasformazione, il partito politico nell'età globale (2000) i Aspettando l'Europa (2007).